# Floridablanca (Colombia)
Floridablanca è un comune della Colombia facente parte del dipartimento di Santander.
L'abitato venne fondato da Juan Velasco nel 1596.